# Auch die Engel essen Bohnen
Auch die Engel essen Bohnen ist eine Gangsterfilmparodie aus dem Jahr 1973 mit Bud Spencer und Giuliano Gemma in den Hauptrollen. Der Film erschien auch unter dem Titel Der Dicke in Amerika.

## Handlung
Der clevere Tagträumer Sonny und der bärenstarke Catcher Charlie treffen Ende der 1920er Jahre aufeinander. Beide sind knapp bei Kasse und müssen sich sogar bei der Heilsarmee um einen Teller Suppe anstellen. Als sie ein paar Polizisten verprügeln, werden sie von Schlägern des Mafiapaten Don Angelo beobachtet.
Nach einem Treffen in der Bar Smoky Joe’s werden sie zu einem Vorstellungsgespräch eingeladen. Der Mafiapate Don Angelo findet Gefallen an dem ungleichen Paar und engagiert die beiden als Geldeintreiber. Doch dabei haben die beiden absolut keinen Erfolg. Der erste Schuldner ist tot, der zweite Schuldner will gerade Selbstmord begehen, und der dritte Schuldner ist so pleite, dass das Baby der Familie nur einen Pfirsichkern zu lutschen bekommt, da kein Essen im Haus ist. Nachdem sie allen Schuldnern geholfen haben, anstatt abzukassieren, wollen sie eine Bank überfallen, doch sie haben Pech: gerade diese Bank ist bankrott.
Um an Geld zu kommen, berauben sie stattdessen ein rivalisierendes Syndikat. Doch dadurch wird ein erbitterter Unterweltkrieg angezettelt, und auch die Polizei fahndet nach den beiden, da sie das Duo für Profi-Killer hält. Der Showdown findet in einem Lagerhaus im Hafen statt. Nach einer Prügelorgie werden die Mafiosi von der Polizei festgenommen und Charlie kehrt wieder als Catcher in den Ring zurück.

## Synchronisation
Die deutsche Fassung entstand bei der Deutsche Synchron KG – Karlheinz Brunnemann in Berlin. Das Dialogbuch schrieben Karlheinz Brunnemann und Rainer Brandt. Die Dialogregie lag in den Händen von Karlheinz Brunnemann.
| Darsteller        | Rolle                             | Synchronsprecher         |
| ----------------- | --------------------------------- | ------------------------ |
| Bud Spencer       | Charlie Smith                     | Wolfgang Hess            |
| Giuliano Gemma    | Sonny                             | Rainer Brandt            |
| Robert Middleton  | Angelo                            | Fritz Tillmann           |
| Bill Vanders      | Inspector MacIntosh               | Arnold Marquis           |
| Steffen Zacharias | Gerace                            | Friedrich Georg Beckhaus |
| Víctor Israel     | Giudà (Judas)                     | Gerd Duwner              |
| Lara Sender       | Geraces Frau                      | Ilse Pagé                |
| Riccardo Pizzuti  | "Die Natter"                      | Jürgen Thormann          |
| George Rigaud     | Senator O’Riordan                 | Kurt Mühlhardt           |
| Claudio Ruffini   | Ringrichter                       | Christian Rode           |
| Denise Bataille   | Tanzpartnerin von Sonny im Casino | Barbara Ratthey          |

## Hintergrund
Ursprünglich sollte auch dieser Film ein Spencer-Hill-Film werden, doch Terence Hill war zu diesem Zeitpunkt mit anderen Projekten beschäftigt, und so engagierte man Giuliano Gemma. 1974 erschien die Fortsetzung Auch die Engel mögen’s heiß mit Ricky Bruch (anstelle von Bud Spencer) und Giuliano Gemma in den Hauptrollen.
Der Film feierte seine Premiere in Italien am 22. März 1973 und kam am 25. Mai in die deutschen Kinos. Der Film war in Italien sehr erfolgreich und etablierte Bud Spencer als Hauptdarsteller auch ohne seinen Partner Terence Hill.
Das Titellied heißt Angels and Beans, im Filmvor- und Abspann gesungen von Kathy & Gulliver. Die Musik stammt von Guido und Maurizio de Angelis, der Text wurde von S. Duncan Smith und Carlo Pedersoli, alias  Bud Spencer geschrieben.
Im Film taucht ein Informant namens Judas auf, der sowohl für die Mafia als auch die Polizei arbeitet. Als Inspector Mackintosh Judas für seine Dienste 30 Dollar in 3 Zehn-Dollar-Scheinen geben möchte, bittet Judas den Inspektor, ihm 30 einzelne Dollarmünzen zu geben, denn dies sei eine alte Tradition in der Familie. Dabei handelt es sich um eine direkte Anspielung auf die 30 Silberlinge des Judas Iskariot.

## Kritik
- Lexikon des internationalen Films: „Zum Geblödel ausartende Parodie auf Gangsterfilme mit wenigen gelungenen Gags und vielen Prügeleien.“[4]

## Auszeichnungen
- 1974: Goldene Leinwand

## Besucherzahlen Deutschland
- 3.500.000 Kinobesucher in Deutschland

## DVD-Veröffentlichung
Der Film erschien am 21. Oktober 2004 bei e-m-s new media auf DVD.

## Weblink
- Auch die Engel essen Bohnen bei IMDb